# Suiza en los Juegos Olímpicos de Estocolmo 1912
Suiza estuvo representada en los Juegos Olímpicos de Estocolmo 1912 por un total de 7 deportistas que compitieron en 2 deportes.  
El equipo olímpico suizo no obtuvo ninguna medalla en estos Juegos.